# Wkupne do bab
Wkupne do bab – dawny zwyczaj ludowy obchodzony w Popielec i związany z symbolicznym wejściem młodych mężatek do grona starszych kobiet. Znany na Kujawach, w Kaliskiem i Poznańskiem, na Mazowszu, w Krakowskiem, Kieleckiem i Lubelskiem.
Na Kujawach starsze kobiety przyjeżdżały po młodą mężatkę półwoziem przystrojonym w barwne chusty i przy wesołych śpiewach wiozły ją do karczmy. Po drodze groziły młodej wywróceniem pojazdu, od czego musiała się ona wykupić datkiem pieniężnym.
W innych regionach do zwożenia mężatek używano innych pojazdów m.in. taczek popychanych przez "niedźwiedzia" (przebranego chłopca). Po przybyciu do gospody rozpoczynała się zabawa, w której z początku uczestniczyły wyłącznie kobiety; mężczyźni byli odganiani ożogami i woreczkami z popiołem.
Nowo zaślubione mężatki spotykały się z grupą gospodyń w karczmach, gdzie nowi małżonkowie stawiali "fundy" gospodyniom. Młode mężatki gnane były słomianymi batami do karczem. Jednocześnie panny i kawalerowie zaprzęgani byli osobno do drewnianych kłód i piętnowani do czasu wykupienia.